# Décorations de la marine marchande des États-Unis

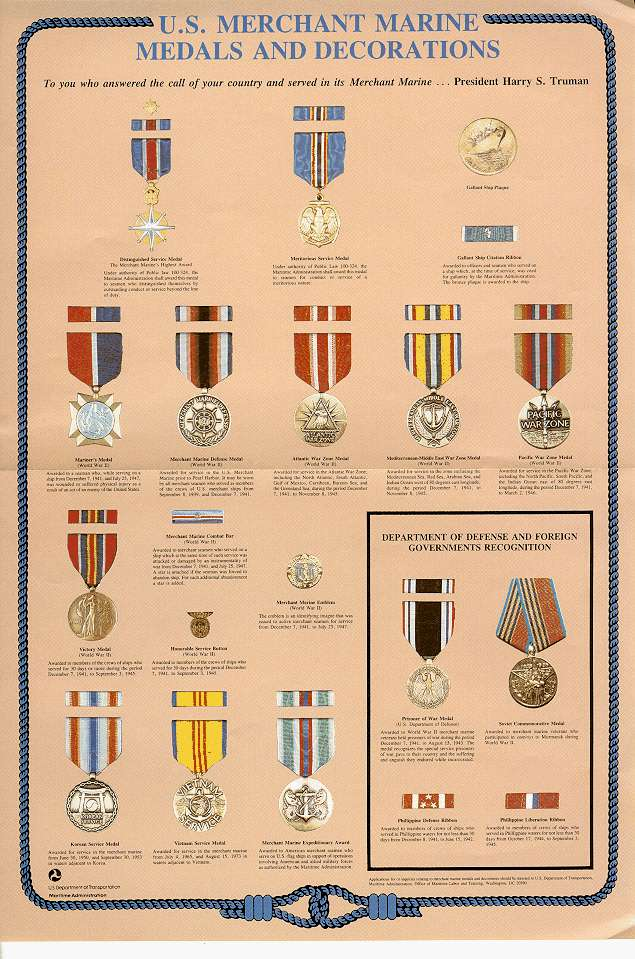
Décorations de la marine marchande des États-Unis

Les Décorations de la marine marchande des États-Unis (en anglais : U.S. Merchant Marine awards ou décorations USMM) sont des décorations civiles des États-Unis qui sont décernées aux membres de la marine marchande des États-Unis pour récompenses de divers devoirs aussi bien en temps de paix que de guerre.
À l'origine, l'attribution est autorisée par la War Shipping Administration au cours de la Seconde Guerre mondiale, ces récompenses ont ensuite été publiées par la Commission maritime et sont actuellement publiées par le Département de l'administration de l'Administration Maritime
Les décorations obsolètes et actives de la marine marchande des États-Unis sont comme suit:

## Décorations de la marine marchande des États-Unis
| Distinguished Service Medal | Meritorious Service Medal | Gallant Ship Citation        | Outstanding Achievement Medal |
| --------------------------- | ------------------------- | ---------------------------- | ----------------------------- |
|                             |                           |                              |                               |
|                             |                           | Gallant Ship Citation Ribbon |                               |

## Décorations de la Seconde Guerre mondiale et agrafes de services
| Mariner's Medal | Combat Bar (en) | Combat Bar (en) avec étoile d'argent | Honorable Service Button | Service Emblem |
| --------------- | --------------- | ------------------------------------ | ------------------------ | -------------- |
|                 | Pas de médaille | Pas de médaille                      |                          |                |
|                 |                 |                                      |                          |                |

## Médailles de campagne de la Seconde Guerre mondiale
| Defense Medal | Atlantic War Zone Medal | Mediterranean & Middle East War Zone Medal | Pacific War Zone Medal | Victory Medal |
| ------------- | ----------------------- | ------------------------------------------ | ---------------------- | ------------- |
|               |                         |                                            |                        |               |
|               |                         |                                            |                        |               |

## Décorations décernées par le Département américain de la Défense et les gouvernements étrangers
| Prisoner of War Medal | Soviet Commemorative Medal | Philippine Defense Ribbon | Philippine Liberation Ribbon |
| --------------------- | -------------------------- | ------------------------- | ---------------------------- |
|                       |                            | Pas de médaille           | Pas de médaille              |
|                       |                            |                           |                              |

- Prisoner of War Medal —  peut être attribuée à toute personne qui a été prisonnier de guerre après le 5 avril 1917, (la date d'entrée des États-Unis dans la Première Guerre mondiale). Elle est attribuée à toute personne qui a été fait prisonnier ou capturée au cours d'un engagement dans une action contre un ennemi des États-Unis; dans une opération militaire au cours d'un conflit avec une force armée opposante ou en servant une force amie engagée dans un conflit armé contre force armée opposante dans laquelle les États-Unis ne sont pas une partie belligérante. Les otages de terroristes, et les personnes détenues par un gouvernement avec lequel les États-Unis ne sont pas engagés activement dans un conflit armé ne sont pas éligible de cette médaille. Le comportement de la personne, en captivité, doit avoir été honorable. Cette médaille peut être décernée à titre posthume à l'autre parent survivant du bénéficiaire.
- Soviet Commemorative Medal — "50e anniversaire de la victoire de la Grande Guerre Patriotique" — A été accordée aux marins de la marine marchande des États-Unis qui ont participé aux convois de l'Arctique de la ville de Mourmansk.
- Philippine Defense Ribbon (ruban) — A été accordé  à tous les membres des services, aussi bien aux militaires alliés que philippins, qui ont participé à la défense des îles Philippines entre les dates du 8 décembre 1941 au 15 juin 1942.
- Philippine Liberation Ribbon — A été accordé à tous les membres des services, aussi bien aux militaires alliés que philippins, qui ont participé à la libération des îles Philippines entre les dates du 17 octobre 1944 au 2 septembre 1945.

## Décorations de la marine marchande des États-Unis dans d'autres conflits passés
| Korean Service Medal | Vietnam Service Medal | 9-11 Medal (en) | 9-11 Ribbon (en) |
| -------------------- | --------------------- | --------------- | ---------------- |
|                      |                       |                 | Pas de médaille  |
|                      |                       |                 |                  |

- 9-11 Medal est une décoration spéciale du Département des Transports des États-Unis (United States Department of Transportation) qui a été créée en 2002. La décoration récompense les civils et les membres de l'armée qui ont effectué des actes héroïques et les actions valeureux immédiatement après les attentats du 11 septembre 2001 contre les États-Unis.
- 9-11 Ribbon est une décoration spéciale du Département des Transports des États-Unis qui a été émis à la fois comme décoration civile et militaire qui, à travers le service avec le ministère des Transports des États-Unis, et attribué aux personnes qui ont contribué au rétablissement à la suite des attentats du 11 septembre 2001 contre les États-Unis. Le ruban a été distribué principalement aux membres de l'United States Coast Guard, mais a également été autorisé pour tout le personnel civils et les membres des autres branches militaires, qui ont été affectés au ministère des Transports pour les efforts de secours contre les attaques terroristes.

## Médailles expéditionnaires de la marine marchande
| Merchant Marine Expeditionary Medal |
| ----------------------------------- |
|                                     |
|                                     |

La Merchant Marine Expeditionary Medal est attribuée aux marins de la marine marchande des États-Unis qui ont servi sous pavillon américain en support aux opérations des forces militaires américaines et alliés. La médaille n'est pas spécifique à une opération ou conflit militaire particulière. Elle a été décernée à des personnes pour le service pendant les Opérations Desert Shield et Desert Storm, l'opération Enduring Freedom et l'opération liberté irakienne.